# Peć
Pejë
Pejë (en albanais) ou Peć (en serbe latin, Пећ en serbe cyrillique) est une ville et une commune/municipalité du Kosovo. Elle fait partie du district de Pejë/Peć. En 2009, la population de la commune/municipalité était estimée par l'OSCE à 170 000 habitants. Selon le recensement kosovar de 2011, la ville intra muros compte 48 962 habitants et la commune/municipalité 96 450.
Pejë/Peć est le centre administratif du district de Pejë/Peć. Elle est également le siège du patriarcat de Peć, le centre religieux historique de l'Église orthodoxe de Serbie.

## Nom
Le nom serbe de la ville est Peć (Пећ) ; le nom albanais, sous sa forme définie est Peja et, sous sa forme indéfinie Pejë. En latin, elle portait les noms de Pescium et Siparantum, en grec celui d'Episkion, en turc ottoman ايپك (İpek) et en slavon celui de Petcha ; la ville était également connue sous le nom de Pentza.
En serbe, Peć signifie le « fourneau » ou la « grotte » ; cette seconde interprétation est peut-être liée aux grottes des gorges de la Rugova, situées à proximité et qui servaient d'habitations érémitiques pour les moines orthodoxes. En revanche, dans les documents médiévaux de Raguse, le nom serbe de la cité est parfois traduit par Forno, ce qui signifie le « fourneau » en italien.

## Géographie
Pejë/Peć se trouve à environ 10 km au sud et à l'est de la frontière entre le Monténégro et le Kosovo et à peu près à la même distance de la frontière entre l'Albanie et le Kosovo. La ville est située sur les bords de la rivière Lumbardhi i Pejës/Pećka Bistrica. Le Drin blanc, la plus grande rivière du Kosovo, prend sa source sur son territoire.

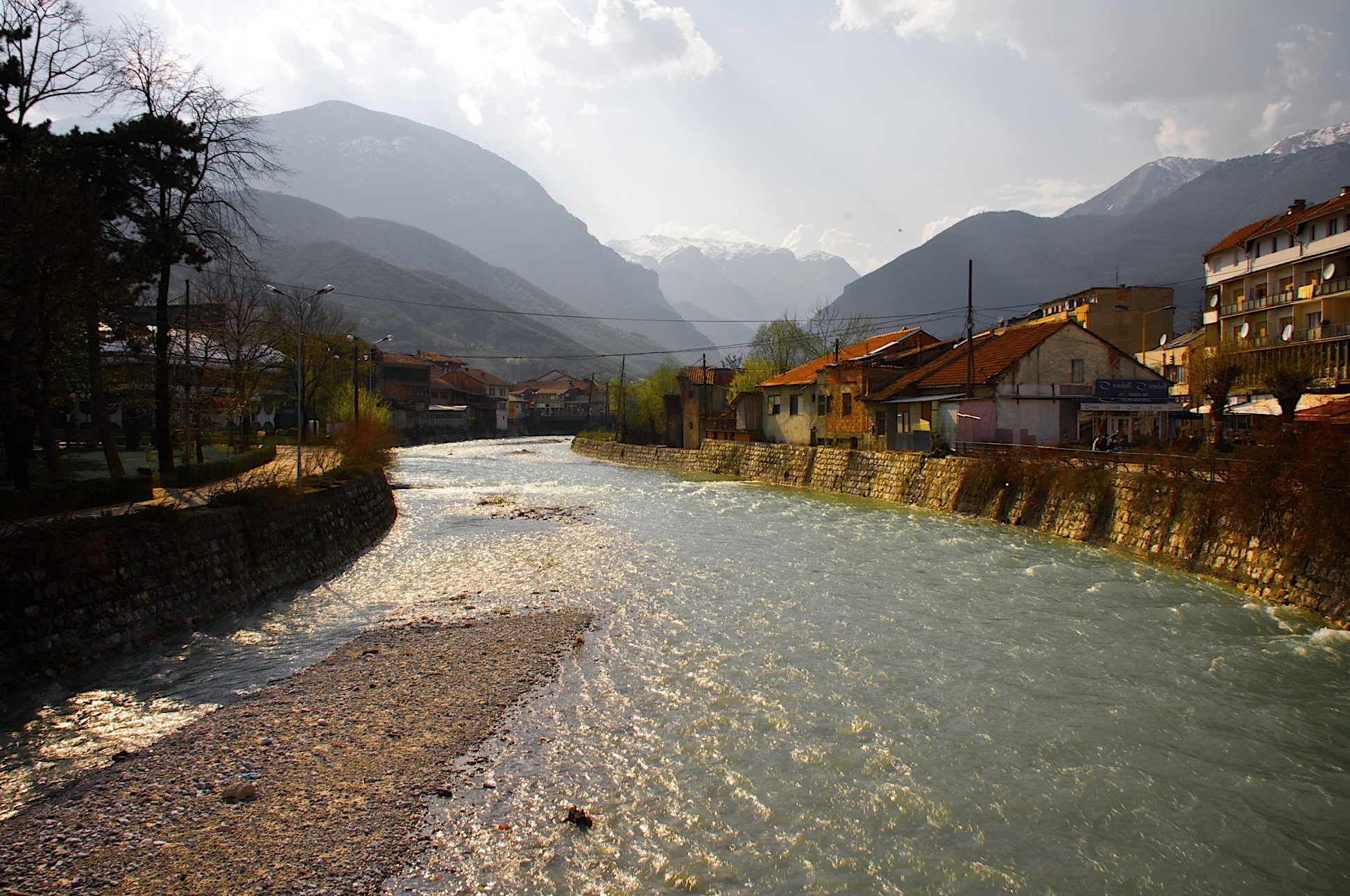
La rivière Lumbardhi i Pejës/Pećka Bistrica à Pejë/Peć

## Histoire
Sous l'Empire romain, la ville était connue sous le nom de Pescium ; Ptolémée, dans sa Géographie, lui donne le nom de Siparantum.

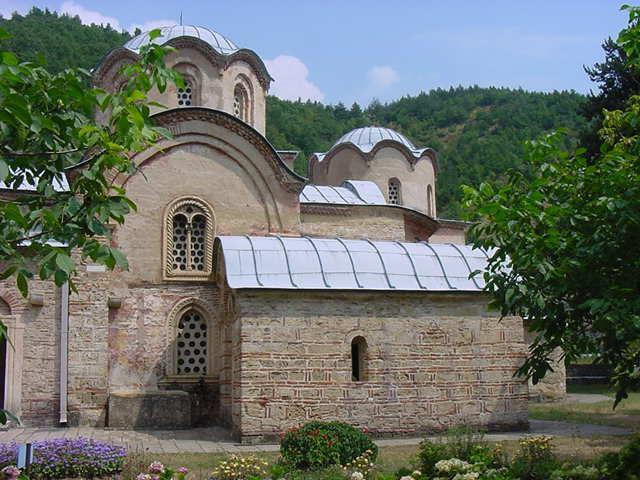
Le Patriarcat de Peć

Entre 1180 et 1190, le grand župan serbe Stefan Nemanja s'empara de Pejë/Peć et du district de Hvosno, qu'il conquit sur l'Empire byzantin, établissant ainsi une domination serbe sur la ville pendant 300 ans. En 1220, le roi serbe Stefan Nemanjić fit don de Pejë/Peć et de plusieurs villages alentour au monastère de Žiča qu'il venait de fonder. Comme Žiča était le siège d'un archevêché serbe, la ville passa ainsi sous le contrôle direct des archevêques et, plus tard, sous celle des patriarches qui y firent construire des résidences et des églises ; parmi ces édifices religieux figure l'église des Saints-Apôtres, construite par l'archevêque Saint Arsenije Ier de Syrmie. Après que le monastère de Žiča eut été brûlé par les Coumans, entre 1276 et 1292, le siège de l'archevêché de Serbie fut transféré à Pejë/Peć, qui était considérée comme un lieu plus sûr ; il y resta jusqu'à l'abolition du Patriarcat de Serbie en 1766.
Sous le règne de l'empereur serbe Stefan Dušan, la ville devint un centre religieux majeur de la Serbie médiévale ; Dušan fit de Pejë/Peć le siège de l'église autocéphale de Serbie en 1346. Le Patriarcat de Peć, construit sur un site dominant la ville, abritait quatre églises décorées de fresques, une bibliothèque et un trésor.

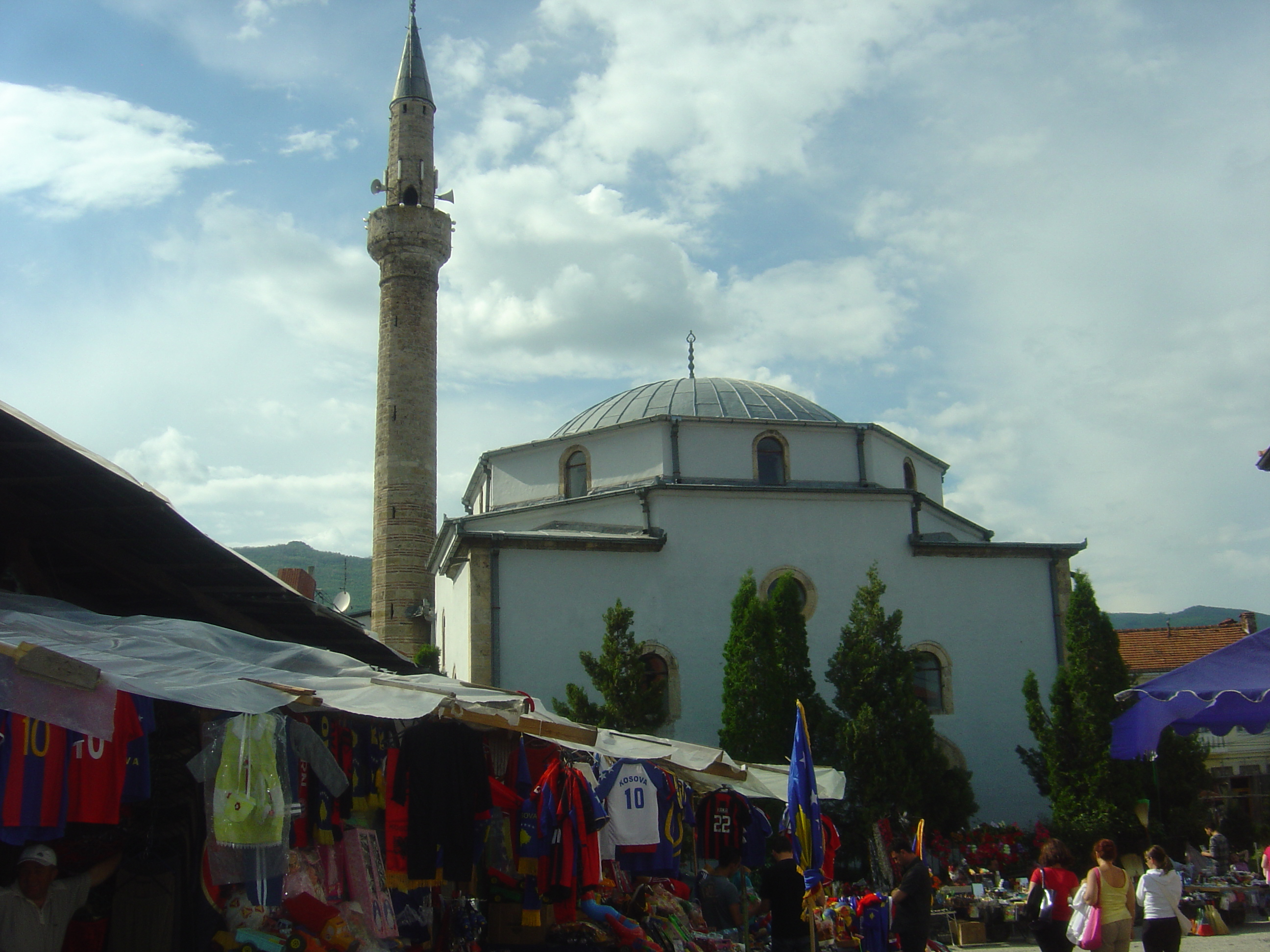
La mosquée Bajrakli de Pejë/Peć

Pejë/Peć fut conquise par les Ottomans à la fin du XIVe siècle. La ville changea de nom et devint Ipek. De nombreux Turcs vinrent s'y installer et la ville prit une allure orientale, avec des rues étroites et des bâtiments caractéristiques du style balkanique. La religion musulmane se répandit et de nombreuses mosquées furent construites ; l'une des plus célèbres est la mosquée Bajrakli, construite au XVe siècle et située au centre de la ville.
La ville prit de l'importance politique à travers la ligue de Peja, créée en 1899 par des patriotes albanais dirigés par Haxhi Zeka ; par ses traditions et son caractère, cette ligue s'inspirait de la ligue de Prizren ; il s'agissait de défendre les droits des Albanais et d'obtenir pour eux l'autonomie au sein de l'Empire ottoman. En 1900, au terme de sa lutte armée contre l'Empire, la ligue fut dissoute.
Les Ottomans perdirent le contrôle de la région au cours de la première guerre balkanique en 1912-1913, au cours de laquelle le royaume du Monténégro s'empara de la ville. À la fin de 1915, pendant la Première Guerre mondiale, l'Autriche-Hongrie occupa Pejë/Peć qui leur fut reprise en octobre 1918. Après la guerre, la ville fit partie du royaume des Serbes, Croates et Slovènes qui, en 1929, devint le royaume de Yougoslavie. Entre 1931 et 1941, la ville fit partie de la Banovine de Zeta. Pendant la Seconde Guerre mondiale, Pejë/Peć fut occupée par l'Albanie. Après la guerre, la ville fit partie de la république fédérative socialiste de Yougoslavie et intégrée dans la province de Kosovo et Métochie, autonome au sein de la république socialiste de Serbie.
Les relations entre Serbes et Albanais, souvent tendues au cours du XXe siècle, conduisirent à la guerre du Kosovo de 1999 ; à cette époque la ville connut des massacres et des destructions. Plus de 80 % des 5 280 maisons que comptait la ville furent gravement endommagées (1 590 maisons) ou détruites (2 774 maisons). La ville eut encore à subir les violences inter-ethniques des troubles de 2004 au Kosovo[réf. nécessaire].
La ville fut autrefois le foyer de nombreuses légendes dont, pour la plus populaire, Njomza la Magnifique.

## Localités

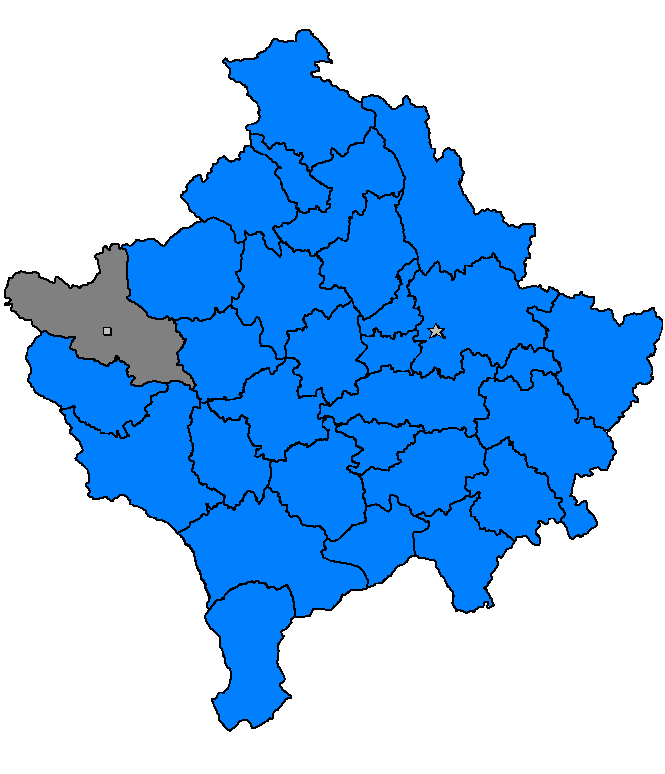
Localisation de la commune/municipalité de Pejë/Peć au Kosovo

Selon la pratique de l'OSCE, le nom d'un village porte en premier celui donné par la nationalité majoritaire. La commune/municipalité de Pejë/Peć compte les localités suivantes :
| - Babiq/Babiće - Baran/Barane - Bellopojë/Belo Polje - Bllagajë/Blagaje - Bogë/Boge - Breg i Zi/Crni Vrh - Brestovik/Brestovik - Brezhanik/Brežanik - (Brezhanik)/Čungur - Broliq/Brolić - Buçan/Bučane - Çallapek/Čelopek - Dobërdol/Dobri Do - Drelaj/Drelje - Dubočak/Dubočak - Dubovë/Dubovo - Dugaivë/Duganjive - Gllaviçicë/Glavičica - Gllogjan/Glođane - Goraždevac/Gorazhdec | - Graboc/Grabovac - Haxhaj/Hadžovići - Jabllanicë/Jablanica - Jabllanicë e Madhe/Velika Jablanica - Jabllanicë e Vogël/Mala Jablanica - Katundi i Ri/Pašino Selo - Kërstoc/Krstovac - Kliçinë/Klinčina - Koshutan/Košutane - Kosuriq/Kosurić - Kotradiq/Kotradić - Kryshec/Kruševac - Kuqishtë/Kućište - Leshan/Lješane - Lipë/Lipa - Ljevoša/Lëvoshë - Llabjan/Labljane - Llaz-Bellopaq/Laz Belopać - Llozhan/Ložane - Llugagji/Lugađija | - Loxhë/Lođa - Lubeniq/Ljubenić - Lutogllavë/Ljutoglava - Malaj/Maljeviće - Millovanc/Milanovac - Nabërgjan/Nabrđe - Nakëll/Naklo - Nepolë/Nepolje - Novosellë/Novo Selo - Osojë/Osoje - Ozdrim/Ozrim - Pavlan/Plavljane - Pejë/Peć - Pepiq/Pepiće - Pishtan/Pištane - Poçestë/Počešće - Qyshk/Ćuška - Radac/Radavac - Ramun/Romune - Rashiq/Rašić | - (Raushiq)/Novi Raušić - Raushiq/Raušić - Rekë e Allagës/Alagina Reka - Rosulë/Rosulje - Ruhot/Ruhot - Shkrel/Škrelje - Shtupeq i Madh/Veliki Štupelj - Shtupeq i Vogël/Mali Štupelj - Sigë/Siga - Stankaj/Jošanica - Sverkë/Svrke - Treboviq/Trebović - Trestenik/Trstenik - Turjakë/Turjak - Vitomiricë/Vitomirica - Vragoc/Vragovac - Vranoc/Vranovac - Zagërmë/Zagrmlje - Zahaq/Zahać - Zllapek/Zlopek |

## Démographie

### Villeintra muros

#### Évolution historique de la population dans la ville
| 1948   | 1953   | 1961   | 1971   | 1981   | 1991   | 2011   |
| ------ | ------ | ------ | ------ | ------ | ------ | ------ |
| 17 277 | 21 058 | 28 351 | 41 853 | 54 497 | 68 163 | 48 962 |

|  |

#### Répartition de la population par nationalités (2011)
En 2011, les Albanais représentaient 93,78 % de la population.

### Commune/municipalité

#### Évolution historique de la population dans la commune/municipalité
| 1948   | 1953   | 1961   | 1971   | 1981    | 1991    | 2011   |
| ------ | ------ | ------ | ------ | ------- | ------- | ------ |
| 47 009 | 53 548 | 66 846 | 90 174 | 111 071 | 127 796 | 96 450 |

|  |

#### Répartition de la population par nationalité dans la commune/municipalité
Données anciennes
| Répartition par nationalités                                                              |          |       |        |     |              |     |             |      |            |     |             |   |         |
| Année/Population                                                                          | Albanais | %     | Serbes | %   | Monténégrins | %   | Roms        | %    | Bosniaques | %   | Autres      | % | Total   |
| 1961                                                                                      | 41 532   | 62,35 | 8 852  |     | 12 701       |     | 728         |      | 1 397      | 2,1 |             |   | 66 656  |
| 1971                                                                                      | 63 193   | 70,12 | 9 298  |     | 11 306       |     | 433         |      | 5 203      |     |             |   | 90 124  |
| 1981                                                                                      | 79 965   | 71,99 | 7 995  |     | 9 796        |     | 3 844       | 3,46 | 8 739      |     |             |   | 111 071 |
| 1991                                                                                      | 96 441   | 75,5  | 7 815  |     | 6 960        |     | 4 442       | 3,5  | 9 875      |     |             |   | 127 796 |
| Janvier 1999                                                                              | 104 600  |       | 950    |     |              |     | 3 500-4 000 |      |            |     | 4 000-4 200 |   | 113 000 |
| Mai 2006                                                                                  | 125 712  | 89,3  | 500    | 1,2 | 1 800        | 1,9 | 4 500       | 4,9  | 5 000      | 5,4 |             |   | 91,112  |
| Sources : Recensements yougoslaves jusqu'en 1991, estimations de l'OSCE pour 1999 et 2006 |          |       |        |     |              |     |             |      |            |     |             |   |         |

En mars 2009, la commune/municipalité de Pejë/Peć comptait environ 170 000 habitants, dont une grande majorité d'Albanais du Kosovo ; un millier de Serbes du Kosovo vit dans le village de Goraždevac/Gorazhdevc et, après leur retour, d'autres vivent à Siga/Sigë, Brestovik/Brestovik, Belo Polje/Bellopole et Ljevoša/Levoshë ; seul un petit nombre vit à Pejë/Pec. La communauté bosniaque, qui compte environ 4 500 membres vit principalement dans la ville et à Vitomirica/Vitomiricë, tandis que 5 000 Roms, Ashkalis et Égyptiens vivent dans la commune/municipalité, que ce soit dans la ville intra muros ou dans les zones rurales.
Données récentes (recensement kosovar de 2011)
En 2011, les Albanais représentaient 91,21 % de la population, les Bosniaques 3,93 %, les Égyptiens 2,80 % et les Roms 1,03 %.

## Politique
L'assemblée de Pejë/Peć compte 41 membres, qui, en 2007, se répartissaient de la manière suivante :
| Parti                                       | Sièges |
| ------------------------------------------- | ------ |
| Alliance pour le futur du Kosovo (AAK)      | 10     |
| Ligue démocratique du Kosovo (LDK)          | 7      |
| Ligue démocratique de Dardanie (LDD)        | 6      |
| Parti démocratique du Kosovo (PDK)          | 6      |
| Parti réformiste (ORA)                      | 5      |
| Nouvelle alliance du Kosovo (AKR)           | 4      |
| Parti d'action démocratique (SDA)           | 1      |
| Initiative citoyenne Rustem Nurković (GIRN) | 1      |
| Initiative démocratique du Kosovo (IRDK)    | 1      |

Ali Berisha, membre de l'AAK, a été élu maire de la commune/municipalité.

## Sites et architecture

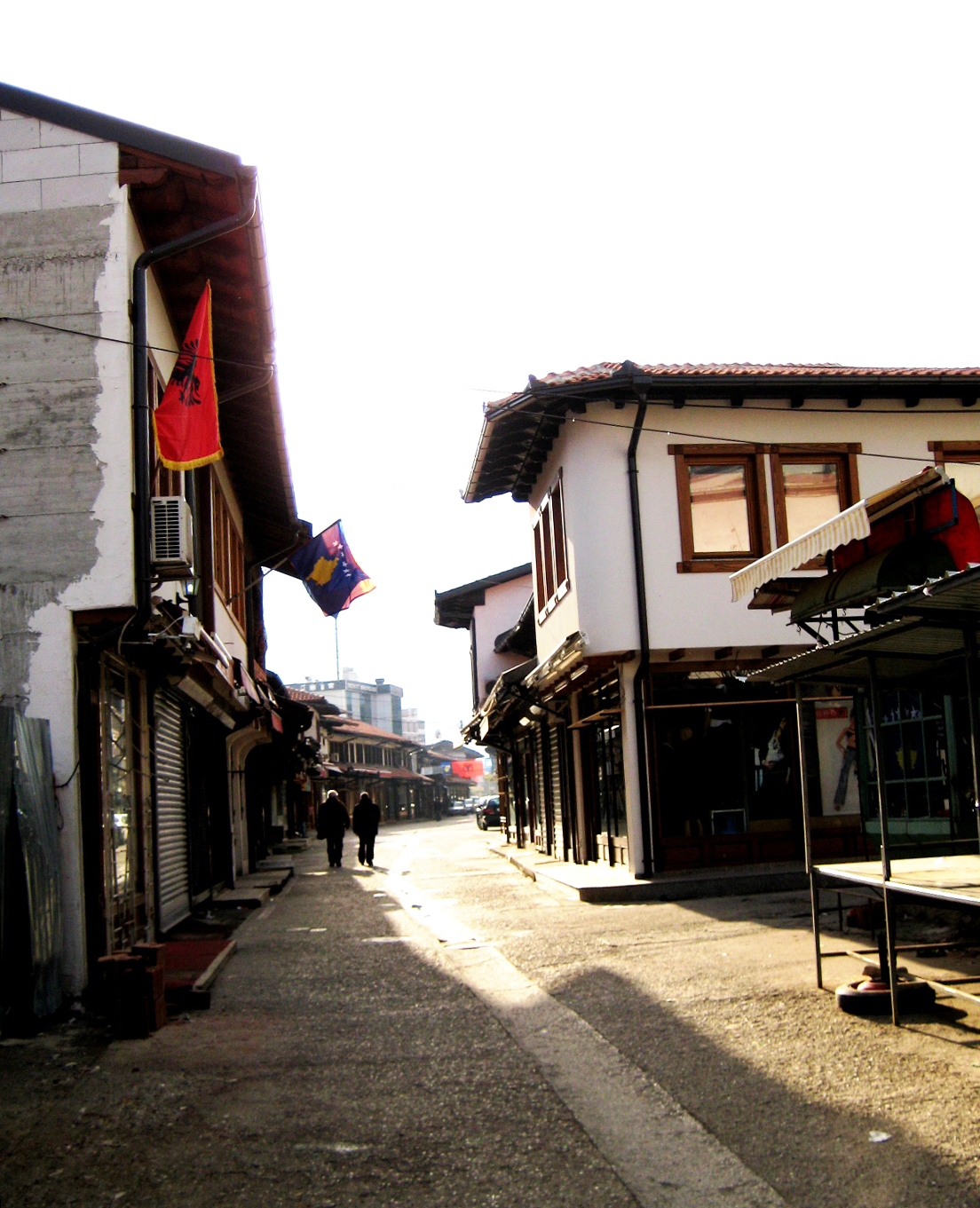
La vieille čaršija

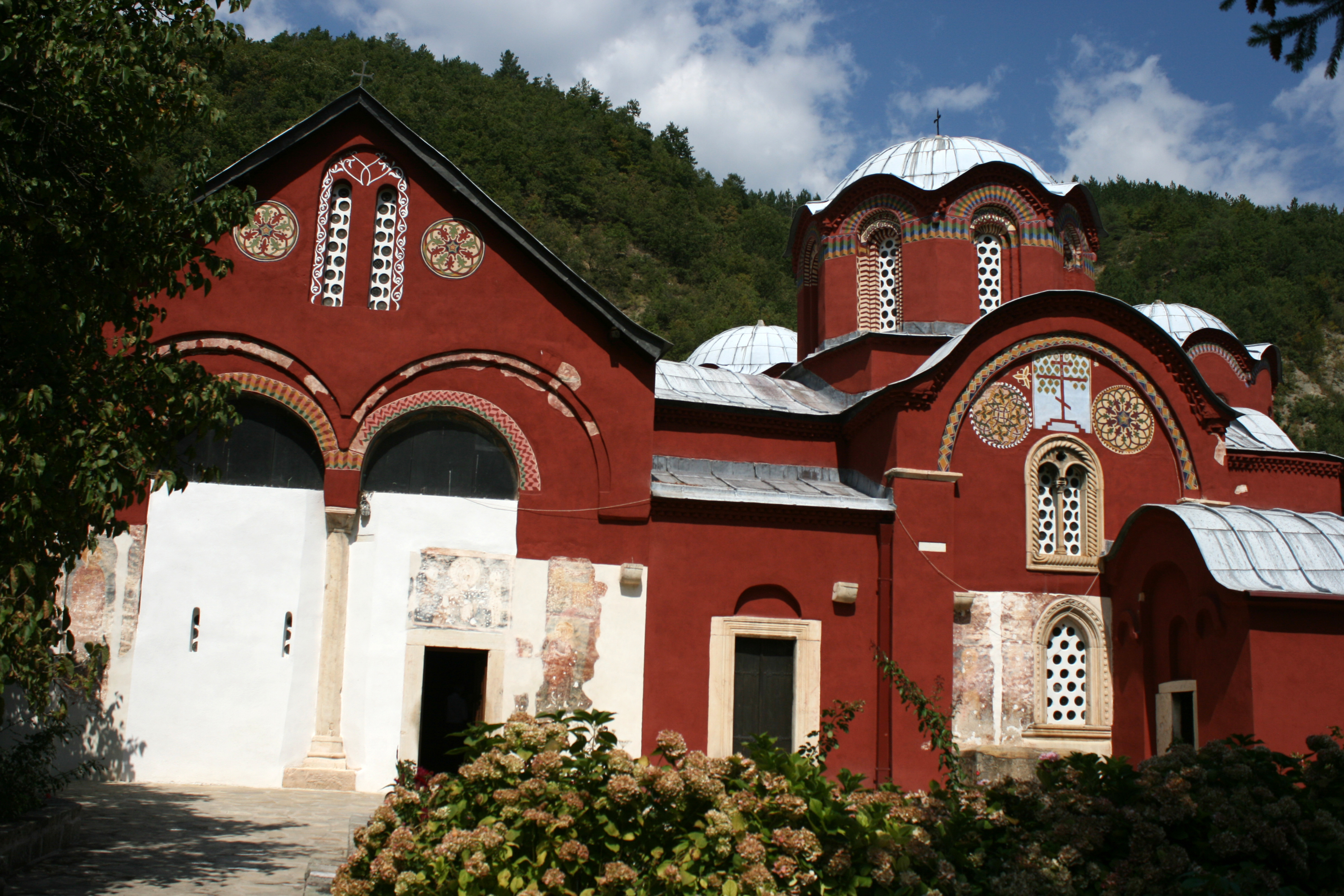
L'une des églises du patriarcat de Peć

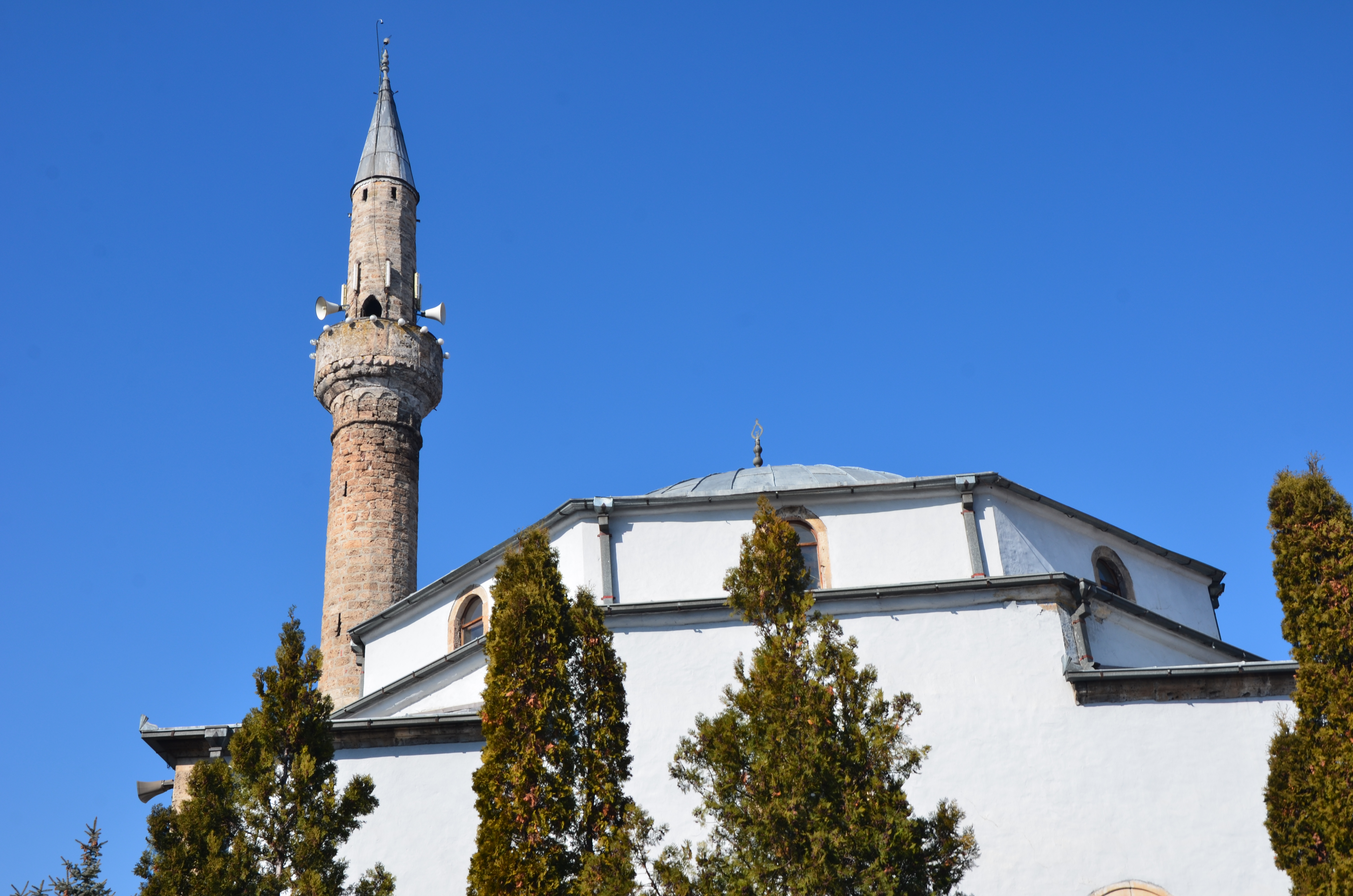
Vue de la mosquée Bajrakli

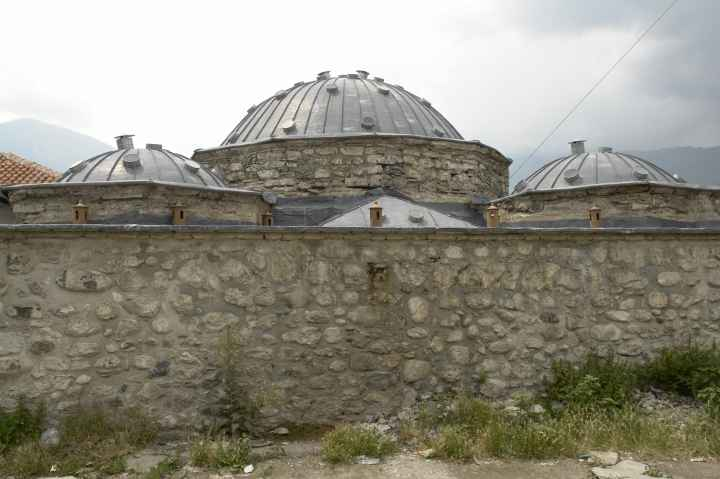
Le vieux hammam

L'ensemble du centre ancien de Pejë/Peć (čaršija) est mentionné par l'Académie serbe des sciences et des arts au titre des « entités spatiales historico-culturelles ». Parmi les édifices ou lieux classés de la ville, on peut citer :
- le site archéologique de Peć (IIIe-IVe siècles)[14]
- le patriarcat de Peć (1220-1230)[15]
- le site d'Idvorac (XIIIe siècle)[16]
- les ruines de l'église Saint-Marc (XIVe siècle)[17]
- les ruines de l'église Saint-Dimitri (XIVe siècle)[18]
- le vieux cimetière du patriarcat (XVIe-XVIIIe siècles)[19]
- la mosquée Bajrakli (Seconde moitié du XVe siècle)[20]
- la tombe de Halil Bey (XVIe siècle)[21]
- la mosquée hammam (XVIIe siècle)[22]
- le vieux hammam (XVIIe siècle)[23]
- la mosquée Defterdar et ses turbes (Seconde moitié du XVIIe siècle)[24]
- la tour-résidence de Qamil Liman (XVIIIe-XIXe siècles)[25]
- la tour-résidence de Janićije Jokić (XVIIIe-XIXe siècles)[26]
- la tour-résidence de Milovan Gojković (XVIIIe-XIXe siècles)[27]
- la tour-résidence de Jashar Pasha (XVIIIe-XIXe siècles)[28]
- la tour de l'horloge (XVIIIe-XIXe siècles)[28]
- la tour du ministre (XVIIIe-XIXe siècles)[28]
- la tour-résidence de Shaban Goska (XVIIIe-XIXe siècles)[28]
- la tombe d'Ali Pacha Gusinja (XIXe siècle)[29]
- le konak de Jashar Pacha (XIXe siècle)[30]
- le konak de Tahir Bey (XIXe siècle)[31]
- la maison de la famille Sahatxhiu (XIXe siècle)[28]
- la résidence Pilingjurka (XIXe siècle)[28]
- la résidence d'Ehat Musa (XIXe siècle)[28]
- l'ensemble de bâtiments de Begollëva (XIXe siècle)[28]
- la tour de Nitajva (XIXe siècle)[28]
- la maison Protić (XIXe siècle)[32]
- la maison Sahatdži (XIXe siècle)[33]
- une maison située 41 rue de la Victoire (XIXe siècle)[34]
- une maison située 45 rue de la Victoire (XIXe siècle)[35]
- tour et harem à Peć (XIXe siècle)[36]
- ensemble résidentiel et harem (XIXe siècle)[37]
- la tour Sheremet (XIXe siècle)[38]
- une tour-résidence située 61 rue Boro Vukmirović (XIXe siècle)[39]
- la tour-résidence de Mihajlo Jovanović (XIXe siècle)[40]
- l'école élémentaire albanaise (XIXe siècle)[41]
- le moulin de Haxhi Zeka (XIXe siècle)[42]
- la tombe de Haxhi Zeka (1899)[43]
- la clairière de  Crni vrh (1937)[44]
- une maison située 85 rue du Maréchal Tito (1940)[45]
- la maison de Bora Vukmirović (1941-1944)[46]
- la maison de Miladin Popović (1941-1944)[47]
- la maison de Ramiz Sadiku (1941-1944)[48]
- maison ancienne et quartier général des Partisans (XIXe siècle ; 1941-1944)[49]
- la maison d'Adem Muhaxher (XXe siècle)[28]
- la maison d'Enver Hadr (XXe siècle)[28]
- le konak de Haki Spahiu (?)[28]
- le konak de Kasapollëva (?)[28]
- la mosquée Taftali (?)[28]
- la mosquée de Kuqa (?)[28]
- la mosquée de la tour de l'horloge (?)[28]
- la mosquée de Xhylfahatun (?)[28]
- le konak de Mahmut Begollva (?)[28]

## Sport
Pejë/Peć possède deux clubs de football, le KF Besa et le KF Shqiponja, ainsi qu'un club de basket-ball, le KB Peja. Depuis juin 2008, la ville possède aussi un club de taekwondo, le Taekwondo club Peja.

## Éducation
- Écoles primaires : "Asdreni", "Dardania", "8 Marsi", "Lidhja e Prizrenit", "Ramiz Sadiku", "Pjetër Budi" etc.
- Collège "Bedri Pejani", collège d'économie "AliHadri", collège des arts applicatifs "Odhise Paskali", collège de médecine, collège de technique "Shaban Spahija".
- École professionnelle pour les mal-voyants et le collège privée "Cambridge".
- L'université de business et l'université de droit.

## Économie
Pejë/Peć est une commune/municipalité agricole. Des initiatives locales privées ont tenté de développer l'artisanat et la petite industrie ; le secteur de la construction est en développement mais le taux de chômage reste très élevé.

## Tourisme
En plus des sites et des monuments culturels de la ville intra muros, la commune/municipalité compte d'autres ensembles classés.
Sites archéologiques
- les grottes de Radac/Radavac (Néolithique)[51]
- le site archéologique de Vranoc/Vranovac (VIIIe siècle av. J.-C.-Ve siècle)[52]
- le site archéologique de Dobërdol/Dobri Do (VIIIe siècle av. J.-C.-Ve siècle)[53]
- le site de Krušec à Kryshec/Kruševac (IIe-Ve siècles)[54]
- la forteresse de Jabllanicë/Jablanica (IVe-VIe siècles)[28]
- les fortifications de Radac/Radavac (IVe-VIe siècles)[28]
- la forteresse de Lipë/Lipa (Antiquité tardive, Moyen Âge)[28]
- le site de Tuma à Dobërdol/Dobri Do (Moyen Âge)[28]

Monuments culturels
- les ruines de l'église de Paskalica (XIIIe siècle)[55]
- les grottes-ermitages des gorges de la Rugova (XIIIe-XIVe siècles)[56]
- l'église de la Mère-de-Dieu de Kryshec/Kruševac (XIVe siècle)[57]
- les ruines de la forteresse de Ždrelnik à Ljevoša/Lëvoshë (XIIIe siècle-XIVe siècles)[58]
- les ruines de l'église Saint-Nicolas de Ljevoša/Lëvoshë (XIVe siècle)[59]
- les ruines de l'église Saint-Georges de Ljevoša/Lëvoshë (XIVe siècle)[60]
- les ruines de l'église Saint-Marc de Ljevoša/Lëvoshë (Moyen Âge)[28]
- le vieux cimetière au-dessus de la plaine de Savova à Ljevoša/Lëvoshë (XVIIe siècle)[61]
- l'église de la Mère-de-Dieu de Bellopojë/Belo Polje (XVIe-XVIIIe siècles)[62]
- le vieux cimetière de Pavlan/Plavljane (XVIe-XVIIIe siècles)[63]
- l'église Saint-Georges de Sigë/Siga (XVIe siècle)[64]
- l'église en bois Saint-Jérémie de Goraždevac/Gorazhdec (Premier quart du XVIIe siècle)[65]
- le vieux cimetière de Buçan/Bučane (XVIIIe siècle)[66]
- la tour-résidence d'Ymer Vesel Regjaj à Jabllanicë e Vogël/Mala Jablanica (XVIIIe siècle)[28]
- la tour-résidence de Syla Regjëva à Vranoc/Vranovac (XVIIIe siècle)[28]
- le moulin de Cal Malush à Kotradiq/Kotradić (XVIIIe siècle)[28]
- la tour-résidence d'Ali Bajraktar à Vranoc/Vranovac (XVIIIe-XIXe siècles)[28]
- la tour-résidence de Fazli Buqoll à Raushiq/Raušić (XVIIIe-XIXe siècles)[28]
- la tour de Binak Dina à Raushiq/Raušić (XIXe siècle)[28]
- la tour-résidence de Jashar Pacha à Leshan/Lješane (XIXe siècle)[67]
- la tour-résidence d'Ali Ozman à Broliq/Brolić (XIXe siècle)[28]
- Hajla-Monument du Mouvement de libération nationale (LNÇ) à Shtypeq i Vogel/Mali Štupelj (XXe siècle)[28]
- l'Église Sainte-Catherine de Lipë/Lipa (?)[28]
- la mosquée de Ruhot/Ruhot (?)[28]
- l'église catholique de Kuqishtë/Kućište (?)[28]

## Médias
Parmi les stations de radio de la ville, on peut citer Radio Peja.

## Personnalités

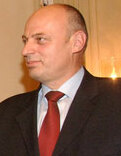
Agim Çeku

- Agim Çeku (né en 1960), commandant de l'Armée de libération du Kosovo (UÇK) au moment de la guerre du Kosovo ;
- Ali Kelmendi (1900-1939), patriote albanais ;
- Bogoljub Karić (né en 1954), homme d'affaires et personnalité politique serbe ;
- David Albahari (1948-2023), écrivain serbe ;
- Fadil Muriqi (né en 1959), ancien footballeur du FC Pristina ;
- Qerim Begolli (né en 1945), un des signataires de la Déclaration d'indépendance de l'Albanie ;
- Riza Sapunxhiu (1925-2008), personnalité politique ;
- Rahman Morina (1943-1990), personnalité politique ;
- Xhevdet Muriqi (né en 1963), ancien footballeur du FC Pristina.